# Suzanne Mary Prober
Suzanne Mary Prober ( 1964) es una botánica y ecóloga australiana; del "Centro de Biodiversidad Vegetal, CSIRO, Canberra. Sus investigaciones centrales incluyen la sistemática de las familias Proteaceae, Rhamnaceae, Violaceae, y la Ecología de la conservación de ecosistemas de bosques y pastizales. También trabaja en informática de la biodiversidad, e involucrado en el diseño de software para Global Biodiversity Infrastructure Facility.
Obtuvo su PhD de la Australian National University en 1990.
- La abreviatura «Prober» se emplea para indicar a Suzanne Mary Prober como autoridad en la descripción y clasificación científica de los vegetales.[3]